# HMS Renown (1916)
HMS Renown bio je britanski bojni krstaš istoimene klase. Porinut 1916. godine, služio je u oba svjetska rata nakon čega je 1948. otpisan i razrezan.

## Operativna uporaba

### Prvi svjetski rat
Dvije godine koliko je sudjelovao u Prvom svjetskom ratu, djelovao je u sastavu Velike flote u Sjevernom moru.

### Međuratno razdoblje
Tijekom nadogradnje 1919. u Portsmouthu, ugrađen mu je novi 9 inčni (23 cm) oklop i protu-torpedne izbočine. 1920. i 1921. prevozi Princa od Walesa koji je obilazi Australiju, Novi Zeland i Sjedinjene Države. Po povratku u Veliku Britaniju nastavlja sa svojim dužnostima u sklopu Atlantske Flote.
Od svibnja 1923. do kolovoza 1926. ponovno se nalazi u Portsmouthu zbog remonta. Tom prilikom opet mu je poboljšan oklop, oružani magazini i strojarnica bolje su zaštićeni te je naoružanje djelomično izmijenjeno.
Od početka 1930-ih pa sve do izbijanja novog svjetskog rata brod je često moderniziran: protuzračna obrana unaprijeđivana je u dva navrata, nadgrađe (poglavito zapovjedni most) je modificirano, izmijenjeno je sekundarno naoružanje i pogon te su podvodne torpedne cijevi uklonjene.

### Drugi svjetski rat
Zbog svoje velike brzine HMS Renown se pokazao kao iznimno važna komponenta Kraljevske mornarice. Pred kraj 1939. upućen je u Južni Atlantik kako bi tražio njemački džepni bojni brod, Admiral Graf Spee. U travnju 1940. obavlja minopolaganje duž norveške obale, te se u isto vrijeme sukobljava s njemačkim brodovima Scharnhorst i Gneisenau pritom oštetivši potonjeg.
U kolovozu 1940. postaje dio Snaga "H" koje baziraju u Gibraltaru kako bi pružale stratešku pristunost u Atalntiku i Mediteranu. Nakon što je 6. siječnja 1941. sudjelovao u bombardiranju Genove, do travnja iste godine štiti konvoje prema Malti.
Nakon završetka petomjesečnog remonta kojem je podvrgnut u Rosythu, upućen je na Šri Lanku gdje se u siječnju 1944. pridružio Istočnoj Floti. Od tu je sudjelovao u bombardiranju Andamana i indonezijskog arhipelaga.